# Adi Tekelezan Subregion
Adi Tekelezan Subregion är ett distrikt i Eritrea.   Det ligger i regionen Ansebaregionen, i den centrala delen av landet, 30 km nordväst om huvudstaden Asmara.